# Simulium flaveolum
Simulium flaveolum är en tvåvingeart som beskrevs av Rubtsov 1940. Simulium flaveolum ingår i släktet Simulium och familjen knott. Inga underarter finns listade i Catalogue of Life.